# Стаево (Брянская область)
Стаево — деревня в Брянском районе Брянской области, в составе Отрадненского сельского поселения. Расположена в 2 км к западу от села Отрадное, в 2,5 км к юго-востоку от села Хотылёво. Население — 269 человек (2010).

## История
Упоминается с XVII века (первоначальное название — Стаева Слободка); бывшее владение Алымовых, Исуповых, позднее Тютчевых и др. Входила в приход села Голяжье (ныне Отрадное).
До XVIII века относилась к Подгородному стану Брянского уезда; с 1861 по 1924 год — в Госамской волости (с 1921 — в составе Бежицкого уезда). В 1924—1929 гг. входила в Бежицкую волость; с 1929 года в Брянском районе. С 1930-х гг. до 1982 года — в составе Хотылёвского сельсовета. В 1964 году к деревне присоединен посёлок Дунай.